# Donets
Pour l’article homonyme, voir Plateau du Donets.
Ne doit pas être confondu avec Donetsk.
La Donets du Nord, ou simplement Donets, aussi orthographié Donetz (en russe : Северский Донец, Severski Donets ; en ukrainien : Сіверський Донець, Siversky Donets), est une rivière de Russie et d'Ukraine, affluent de la rive droite du Don. La Donets est longue de 1 053 km. Elle prend sa source en Russie occidentale, franchit la frontière avec l’Ukraine, traverse l'Est de l'Ukraine puis le Sud-Ouest de la Russie où elle se jette dans le Don, dont elle est l’affluent principal ; elle draine un bassin d'une superficie de 98 900 km2.

## Cours de la rivière
La Donets prend sa source sur le plateau central de Russie, au sud de la zone des hautes terres à une altitude de 220-240 m, près du village de Podolkhi (en) dans le district de Prokhorovsky (en), à environ 100 km au nord de la ville russe de Belgorod. Elle traverse en premier lieu l’oblast de Belgorod, selon un axe nord-sud. Arrivée à Belgorod, elle est à une altitude voisine de 130 m : sa pente initiale, très faible, est ainsi de l’ordre de un mètre par kilomètre. Elle franchit la frontière avec l’Ukraine, traverse le lac de Petchenihy (d’une surface de 86 km2) qui alimente la ville de Kharkiv en eau douce. La Donets coule en Ukraine sur 720 km, longe notamment le nord des collines du plateau du Donets selon un axe nord-ouest / sud-est, puis retrouve le territoire russe. Un peu au sud du village de Oust-Donetski, elle conflue dans le Don (à une altitude de 4,5 m), fleuve qui se jette ensuite dans la mer d'Azov 218 km en aval. La pente moyenne de la rivière Donets est ainsi de 0,18 m/km (18 centimètres par kilomètre).

## Affluents

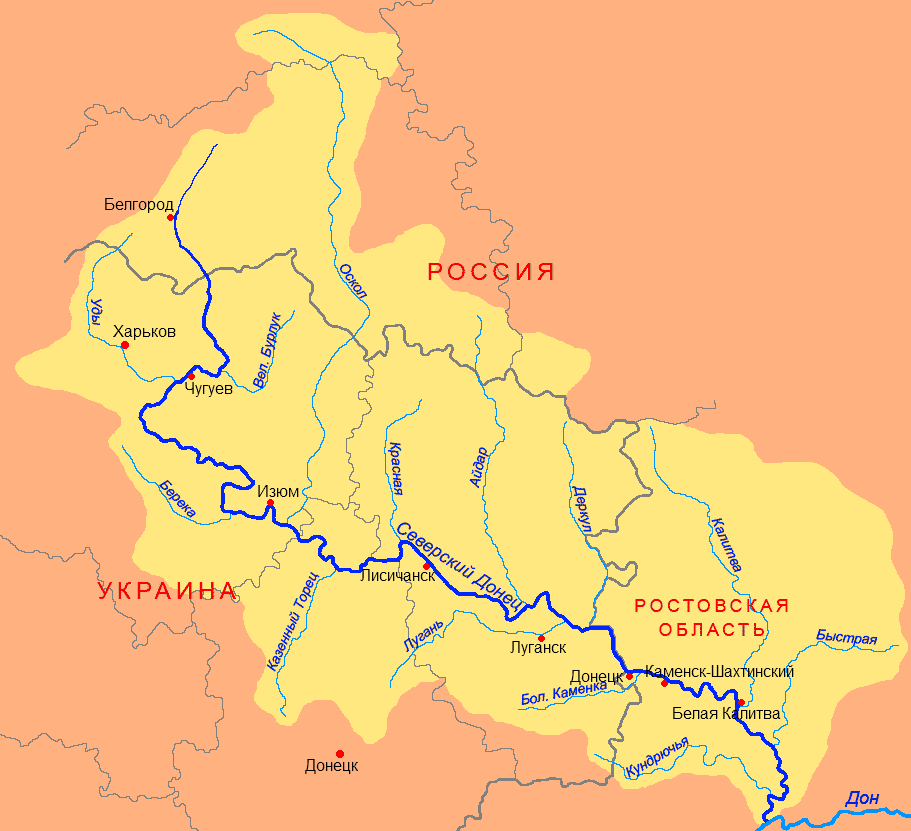
La Donets, son bassin et ses affluents.

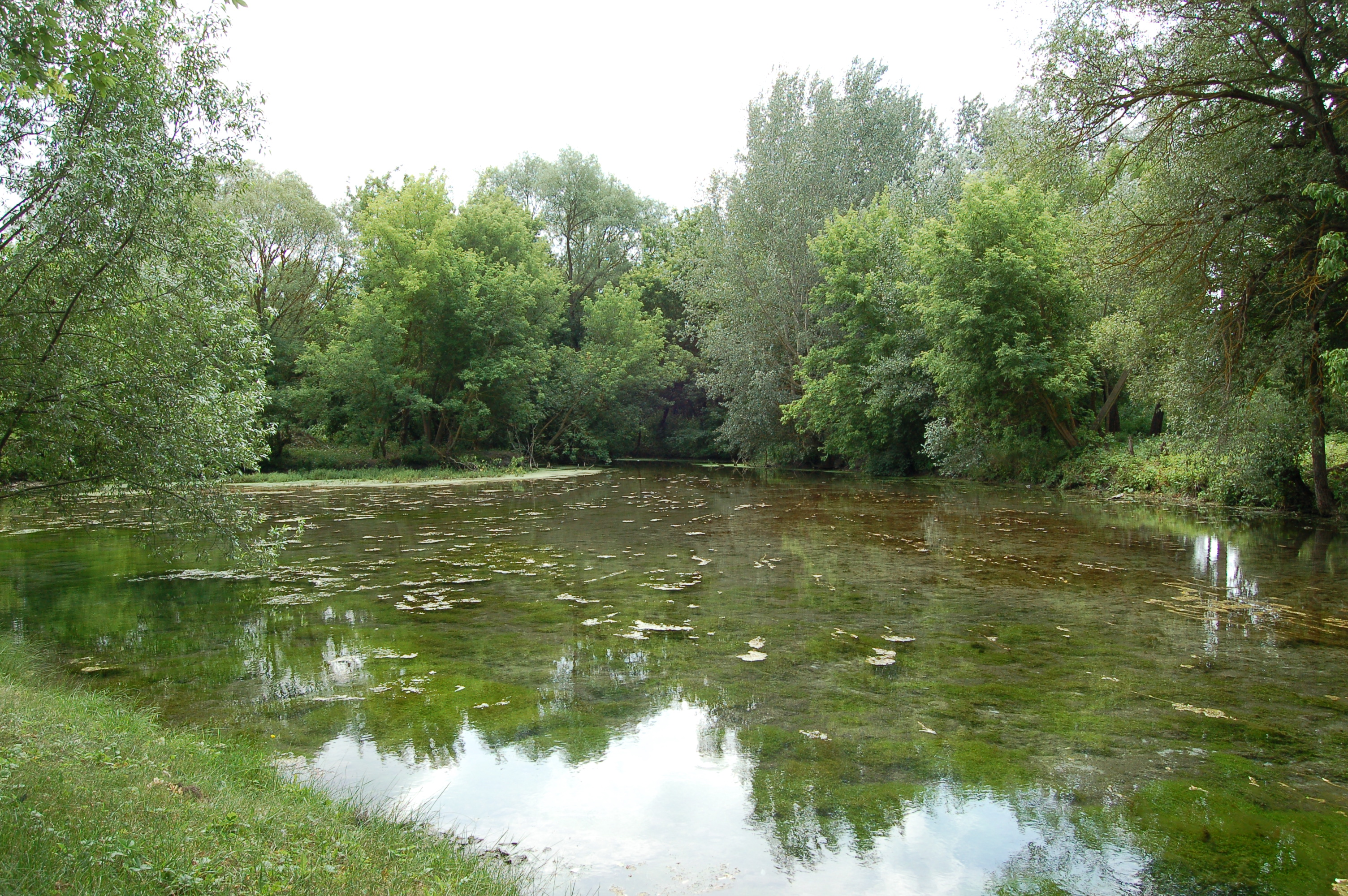
Étang dans lequel naît la Donets, environ 100 km au nord de Belgorod.

Les affluents les plus importants de la rivière sont :
- Korotcha (rive gauche) ;
- Vovtcha (ukr. Вовча) (rive gauche) ;
- Oskol (rive gauche) ;
- Krasna (rive gauche) ;
- Kazenny Torets (rive droite) ;
- Aïdar (rive gauche) ;
- Derkoul (rive gauche) ;
- Kalitva (rive gauche) ;
- Bistraia (rive gauche) ;
- Louhan (rive droite) ;
- Oudy (rive droite) ;
- Bakhmouta (rive droite) ;
- Mja ou Moj (rive droite) ;
- Velykyï Bourlouk (rive gauche).
- Jerebets (rive gauche)

## Villes traversées
Les agglomérations les plus importantes situées sur ses rives sont, d'amont en aval :

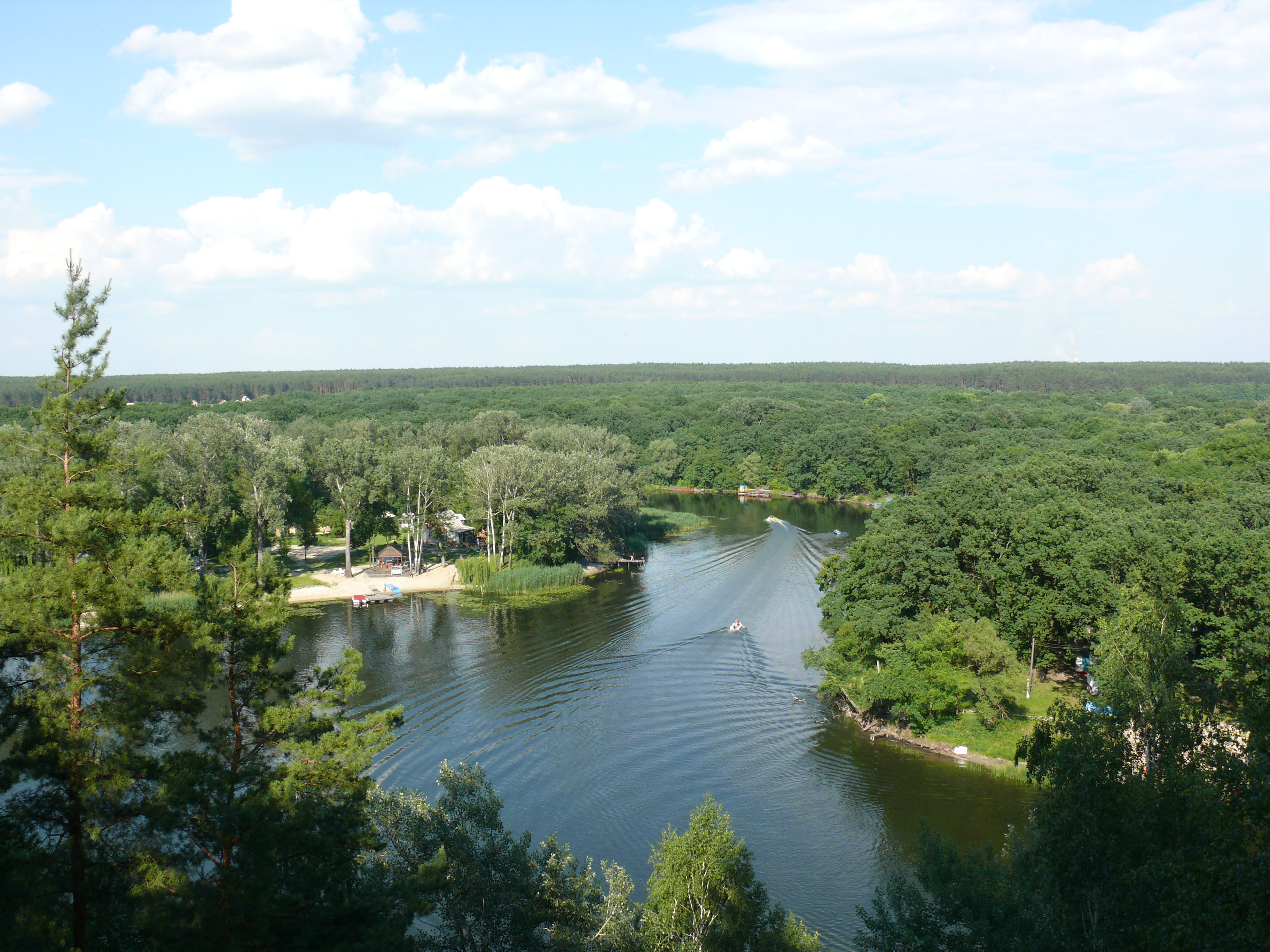
La Donets près de Kazatcha Gora, dans l'oblast ukrainien de Kharkiv.

En Russie
- Belgorod ;

En Ukraine
- Vovtchansk ;
- Tchouhouïv ;
- Zmiiv ;
- Izioum ;
- Roubijné ;
- Lyssytchansk ;
- Sievierodonetsk ;

À nouveau en Russie
- Donetsk[2] ;
- Kamensk-Chakhtinski ;
- Oust-Donetski (Russie).

## Hydrologie
Les eaux de la Donets proviennent en majorité des eaux de pluie et de la fonte des neiges. Les hautes eaux ont lieu en mars et surtout en avril. Son cours est navigable sur 315 km, mais elle est prise par les glaces de décembre à la mi-mars. 

### Hydrométrie - Les débits à Belaïa Kalitva
Le débit de la rivière a été mesuré pendant 47 ans (au sein de la période 1933-1985) à Belaïa Kalitva, ville de Russie située juste en aval du confluent de la Kalitva, c'est-à-dire à quelque 100 kilomètres en amont de la confluence avec le Don. 
À Bielaïa Kalitva, à la confluence avec la rivière Kalitva, le débit annuel moyen ou module observé sur cette période était de 151 m3/s pour une surface de drainage de plus ou moins 80 900 km2, soit approximativement 82% de la totalité du bassin versant de la rivière qui est de 98 900 km2. La lame d'eau d'écoulement annuel dans le bassin se montait de ce fait à 59 millimètres, ce qui peut être considéré comme nettement médiocre, et résulte de la relative rareté des précipitations dans l'ensemble du bassin.
Le débit moyen mensuel observé en septembre (minimum d'étiage) est de 46,5 m3/s, soit plus ou moins 8 % du débit moyen du mois d'avril (577 m3/s), ce qui souligne l'amplitude importante des variations saisonnières. Sur la durée d'observation de 47 ans, le débit mensuel minimal a été de 9,78 m3/s en août 1972 — après un hiver presque sans neige —, tandis que le débit mensuel maximal s'élevait à 2 410 m3/s en avril 1942.

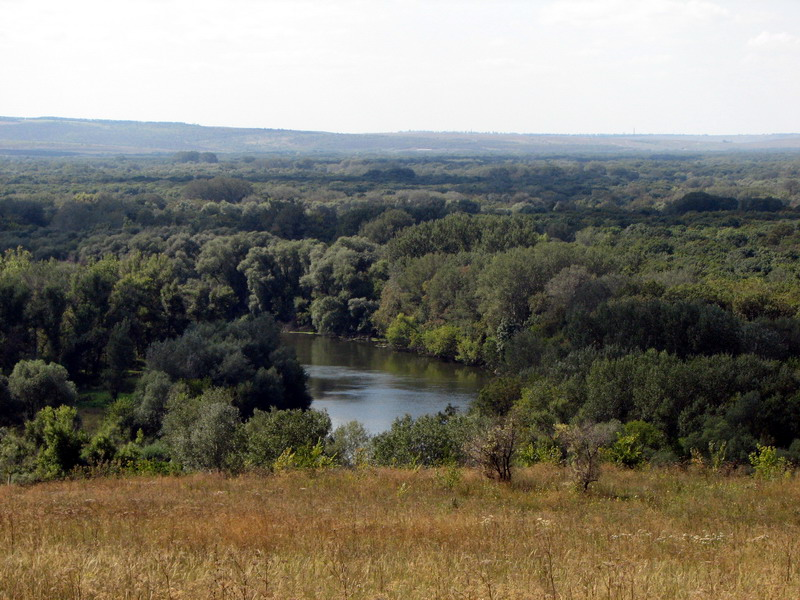
La forêt couvre les rives de la Donets près du village de (oblast de Louhansk), près de Popasna.

## Économie
Au milieu du cours du Donets, sur la rive droite de la rivière, se trouve le Donbass qui comprend un des plus grands gisements de charbon de l'ancienne Union soviétique, devenu le plus grand centre minier de l'Ukraine actuelle ; c'est également une importante région industrielle.
Le Donets est connecté au fleuve Kalmious par le Canal Siversky Donets-Donbass, qui capte ses eaux face à la localité de Raïhorodok, et les oriente vers le sud. Ce canal alimente en eau potable une part du Donbass ainsi que les nombreuses industries de la région.
Il est également alimenté en eau par le Canal Dniepr - Donbass, qui relie le fleuve Dniepr, au Donets.